# Emily Watson
Emily Margaret Watson (Islington, 14 de janeiro de 1967) é uma atriz britânica. Ela começou sua carreira no teatro na Royal Shakespeare Company em 1992. Em 2002, estrelou as produções Noite de Reis e Tio Vânia, e foi indicada para o Laurence Olivier Award de melhor atriz por este último.
Ela foi nomeada para o Oscar de melhor atriz por seu papel de estreia no filme Ondas do Destino de Lars von Trier e por seu papel como Jacqueline du Pré, em Hilary e Jackie (1998), vencendo o British Independent Film Award por este último. Por seu papel como Margaret Humphreys em Laranjas e Sol (2010), ela também foi indicada para o AACTA Award de melhor atriz principal.
Seus outros papéis no cinema incluem O Lutador (1997), As Cinzas de Ângela (1999), Assassinato em Gosford Park (2001), Embriagado de Amor (2002), Dragão Vermelho (2002), A Vida e Morte de Peter Sellers (2004), A Noiva Cadáver(2005), Miss Potter (2006), Synecdoche, New York (2008), Cavalo de Guerra (2011), A Teoria de Tudo (2014), Kingsman: O Círculo Dourado (2017) e O Príncipe Feliz (2018). Por seu papel na minissérie Chernobyl da HBO, ela foi indicada para um Primetime Emmy Award e um Golden Globe. Ela ganhou um BAFTA TV Award por interpretar Janet Leach no filme biográfico Appropriate Adult da ITV em 2011, e foi indicada ao Prêmio Emmy Internacional de melhor atriz pela minissérie Apple Tree Yard da BBC em 2017.

## Biografia

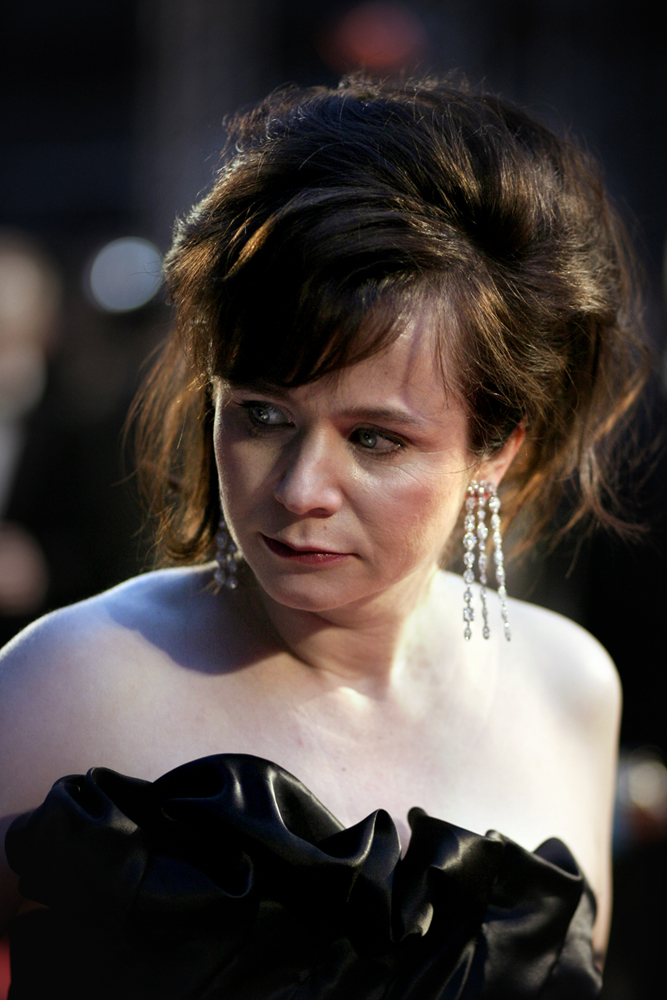
Emily Watson em 2007.

Watson nasceu em Islington, Inglaterra, filha de um pai arquitecto e mãe professora de inglês. Ela foi educada como anglicana. Watson frequentou a Drama Studio London, mas antes de ser aceita, foi obrigada a trabalhar para um escritório durante três anos. Detém um Bacharelado em Literatura Inglesa, bem como um Mestrado (2003) concedidos pela Universidade de Bristol. Watson é casada com Jack Waters, que ela conheceu na Royal Shakespeare Company, em 1995. Sua filha, Julieta, nasceu no outono de 2005. O casal atualmente espera seu segundo filho.

## Filmografia
| Cinema | Cinema                                  | Cinema              | Cinema |
| Ano    | Título                                  | Papel               | Notas |
| ------ | --------------------------------------- | ------------------- | --- |
| 1994   | A Summer Day's Dream                    | Rosalie             | Para TV |
| 1996   | Ondas do Destino                        | Bess McNeill        | Indicada Oscar de Melhor Atriz Globo de Ouro de Melhor Atriz em Drama BAFTA de Melhor Atriz |
| 1997   | The Mill on the Floss                   | Maggie Tulliver     | Para TV |
| 1997   | Metroland                               | Marion              | |
| 1997   | O Lutador                               | Maggie              | Filme que lhe deu popularidade nos EUA |
| 1998   | Hilary and Jackie                       | Jackie              | Indicada Oscar de Melhor Atriz Globo de Ouro de Melhor Atriz em Drama SAG Award de Melhor Atriz Principal BAFTA de Melhor Atriz |
| 1999   | O Poder Vai Dançar                      | Olive Stanton       | |
| 1999   | As Cinzas de Angela                     | Angela McCourt      | |
| 2000   | Trixie                                  | Trixie Zurbo        | |
| 2000   | O Último Lance                          | Natalia Katkov      | |
| 2001   | Assassinato em Gosford Park             | Elsie               | |
| 2002   | Embriagado de Amor                      | Lena Leonard        | |
| 2002   | Dragão Vermelho                         | Reba McClane        | |
| 2002   | Equilibrium                             | Mary O'Brien        | |
| 2003   | Blossoms & Blood                        | Lena Leonard        | |
| 2004   | A Terra Encantada de Gaya               | Alanta              | Voz: na versão em inglês |
| 2004   | A Vida e Morte de Peter Sellers         | Anne Sellers        | Indicada Globo de Ouro de Melhor Atriz Coadjuvante em Televisão |
| 2005   | A Proposta                              | Martha Stanley      | |
| 2005   | Wah-Wah                                 | Ruby Compton        | |
| 2005   | A Noiva Cadáver                         | Victoria Everglot   | Voz |
| 2005   | Mentiras Sinceras                       | Anne Manning        | |
| 2006   | Cruzada: Uma Jornada Através dos Tempos | Mary Vega           | |
| 2006   | Miss Potter                             | Millie Warne        | |
| 2007   | Meu Monstro de Estimação                | Anne MacMorrow      | |
| 2008   | Um Segredo Entre Nós                    | Jane Lawrence       | |
| 2008   | O Guardião de Memórias                  | Caroline Gil        | Para TV |
| 2008   | Sinédoque, Nova York                    | Tammy               | |
| 2009   | Eu, Ela e Minha Alma                    | Claire              | |
| 2009   | Within the Whirlwind                    | Evgenia Ginzburg    | |
| 2010   | Cemetery Junction                       | Sra. Kendrick       | |
| 2010   | Oranges and Sunshine                    | Sra. Rose           | |
| 2012   | Cavalo de Guerra                        | Sra. Rose Narracott | |
| 2012   | Appropriate Adult                       | Janet Leach         | Venceu BAFTA de Melhor Atriz em Televisão Indicada Globo de Ouro de Melhor Atriz em Minissérie ou Telefilme SAG Award de Melhor Atriz em Minissérie ou Telefilme Critics' Choice Television Award de Melhor Atriz em Minissérie ou Telefilme |
| 2013   | The Book Thief (filme)                  | Rosa Hubermann      | |
| 2014   | The Theory of Everything                | Beryl Wilde         | |
| 2015   | Little Boy                              | Emma Busbee         | |
| 2015   | The Dresser                             | "Her Ladyship"      | Telefilme |
| 2017   | Genius                                  | Elsa Einstein       | |
| 2017   | Apple Tree Yard                         | Yvonne Carmichael   | Indicada Emmy Internacional de Melhor Atriz |
| 2018   | King Lear                               | Regan               | Telefilme |
| 2019   | Chernobyl                               | Ulyana Khomyuk      | Indicada Emmy Award de Melhor Atriz Coadjuvante em Minissérie ou Telefilme Globo de Ouro de melhor atriz coadjuvante em televisão SAG Award de Melhor Atriz em Minissérie ou Telefilme                                                       |
| 2025   | Pequenas Coisas Como Estas              | Irmã Mary           | |